# Arthur Hiller
Arthur Hiller (Edmonton, 1923. november 22. – Los Angeles, 2016. augusztus 17.) Golden Globe-díjas kanadai-amerikai filmrendező, a Love Story című film alkotója.

## Filmográfia

### Film
| Év   | Magyar cím                   | Eredeti cím                               | Megjegyzések       |
| ---- | ---------------------------- | ----------------------------------------- | ------------------ |
| 1957 |                              | The Careless Years                        |                    |
| 1963 | A lipicai mének csodája      | Miracle of the White Stallions            |                    |
| 1963 | A kerékpáros kereskedők      | The Wheeler Dealers                       |                    |
| 1964 | Szerelmi partraszállás       | The Americanization of Emily              |                    |
| 1965 |                              | Promise Her Anything                      |                    |
| 1966 |                              | Penelope                                  |                    |
| 1967 | A Sivatagi Róka hadjárata    | Tobruk                                    |                    |
| 1967 | The Tiger Makes Out          |                                           |                    |
| 1969 | Papi                         | Popi                                      |                    |
| 1970 | Párosban a városban          | The Out-of-Towners                        |                    |
| 1970 | Love Story                   | Love Story                                |                    |
| 1971 | A kórház                     | The Hospital                              |                    |
| 1971 | Hotel Plaza                  | Plaza Suite                               |                    |
| 1972 | La Mancha lovagja            | Man of La Mancha                          | filmproducer       |
| 1974 |                              | The Crazy World of Julius Vrooder         | filmproducer       |
| 1975 | Ember az üvegkalitkában      | The Man in the Glass Booth                |                    |
| 1976 | Száguldás gyilkosságokkal    | Silver Streak                             |                    |
| 1976 | W. C. Fields and Me          |                                           |                    |
| 1979 | Denevérinvázió               | Nightwing                                 |                    |
| 1979 | Apósok akcióban              | The In-Laws                               | filmproducer       |
| 1982 |                              | Making Love                               |                    |
| 1982 | Szerző! Szerző!              | Author! Author!                           |                    |
| 1983 | Romantikus komédia           | Romantic Comedy                           |                    |
| 1984 | Lapátra tett férjek          | The Lonely Guy                            |                    |
| 1984 | Tanárok                      | Teachers                                  |                    |
| 1987 | Szemérmetlen szerencse       | Outrageous Fortune                        |                    |
| 1989 | Vaklárma                     | See No Evil, Hear No Evil                 |                    |
| 1990 | Filofax, avagy a sors könyve | Taking Care of Business                   |                    |
| 1991 | Aki kapja, marha             | Married to It                             |                    |
| 1992 | Babe                         | The Babe                                  |                    |
| 1996 | Idegroncs-derbi              | Carpool                                   |                    |
| 1997 |                              | An Alan Smithee Film: Burn Hollywood Burn | Alan Smithee néven |
| 2006 |                              | National Lampoon's Pucked                 |                    |